# Анисимов, Анатолий Васильевич (дипломат)
Анато́лий Васи́льевич Ани́симов (17 марта 1919 — 8 октября 2003) — советский дипломат. Чрезвычайный и полномочный посол.

## Биография
Родился в 1919 году в Вологодской области. В 1939 году с отличием окончил Ленинградский педагогический Институт им. М. Н. Покровского. С 1941 по 1942 год участвовал в обороне Ленинграда, в 1942 году в тяжёлом состоянии был эвакуирован из блокадного Ленинграда. С 1942 по 1943 годы работал лектором на Дальнем Востоке в краевом Отделе народного образования в Хабаровске. В 1943 году по решению крайкома КПСС был направлен на учёбу в Высшую дипломатическую школу (ВДШ) МИД СССР. С 1945 года — член КПСС. В 1946 году окончил ВДШ МИД СССР. С 1946 года — сотрудник центрального аппарата МИД СССР.

### Работа в МИДе
Длительное время работал на различных дипломатических должностях в Посольстве СССР в Иране.
Чрезвычайный и полномочный посол СССР в Королевстве Иордания с 1968 по 1972 год, в годы гражданской войны в Иордании (Черный сентябрь).
Будучи чрезвычайным и полномочным послом СССР в Ливии с 1977 по 1984 год, оказал большое влияние на установление дружественных отношений и тесного экономического сотрудничества между странами.
Егорин А. З.:
"В переговорах с ливийскими военными деятелями участвовали также Олег Алексеевич Гриневский, в то время заведующий отделом Ближнего и Среднего Востока МИД СССР, посол СССР в Ливии Анатолий Васильевич Анисимов, сменивший в 1977 году посла И. Н. Якушина, и автор этих строк. Делегацию принимал М.Каддафи другие члены СРК. Н.В.Огарков и сопровождавшие его лица присутствовали на показательных танковых и морских учениях на запусках ракет и других образцов военной техники, поставленных из СССР. Наша страна стала самым крупным военным партнером Ливии: в 1979-1983 гг., например, из 12,095 млрд. долл., на которые Джамахирия закупила оружия за рубежом, на долю СССР пришлась почти половина средств (5,8 млрд. долл.), вторую же часть поделили Чехословакия, Франция, Италия, ФРГ и другие страны."
Член ВКП(б).
- В 1946—1947 годах — сотрудник центрального аппарата МИД СССР.
- В 1947—1950 годах — атташе посольства СССР в Иране, вице-консул Вицекосульства СССР в Иране.
- В 1950—1954 годах — сотрудник аппарата МИД СССР.
- В 1954—1956 годах — первый секретарь посольства СССР в Иране, парторг советских организаций в Иране.
- В 1956—1960 годах — сотрудник аппарата ЦК КПСС.
- В 1960—1965 годах — советник посольства СССР в Иране.
- В 1965—1968 годах — заместитель заведующего отдела стран Среднего Востока МИД СССР.
- С 11 июня 1968 по 21 ноября 1972 года — чрезвычайный и полномочный посол СССР в Иордании.
- В 1973—1977 годах — заместитель начальника Управления кадров МИД СССР.
- С 31 августа 1977 по 4 сентября 1984 года — чрезвычайный и полномочный посол СССР в Ливии.

## Награды
- орден Трудового Красного Знамени
- орден Дружбы народов (16 марта 1979)
- орден «Знак Почёта»
- медали
- Знак «Жителю Блокадного Ленинграда»
- Юбилейная медаль «Министерство иностранных дел Российской Федерации. 200 лет»
- Почётный знак Гражданской обороны СССР

## Владение языками
- Фарси
- Арабским языком
- Английским языком

## Хобби
Заядлый охотник и рыболов. Во время работы на Ближнем Востоке пристрастился к нардам.

## Семья
Анатолий Васильевич Анисимов был женат на Марии Арсеньтьевне Ляминой (1918—2005).
Их сын — дипломат и государственный деятель Виктор Анатольевич Анисимов. Их дочь — Лидия Анатольевна Анисимова — преподаватель Московского государственного института международных отношений (МГИМО) МИД РФ.